# Samuel Hoare (abolitionniste)
Pour les articles homonymes, voir Samuel Hoare (homonymie).
Samuel Hoare Jr (9 août 1751 – 14 juillet 1825) est un riche banquier et abolitionniste britannique appartenant à la communauté quaker. Sa résidence à Londres est Heath House à Hampstead Heath. Il est l'un des douze membres fondateurs de la Société pour l'Abolition de la traite des Esclaves.

## Origines familiales
Samuel Hoare est né à Stoke Newington, qui ne faisait pas encore partie de Londres à cette époque. Il est le fils de Samuel Hoare (1716-1796), un marchand londonien d'origine irlandaise, et Grizell Gurnell (c. 1722-1802), de Ealing. Ils ont de nombreux enfants mais beaucoup meurent jeunes, par exemple le fils aîné de la famille, Joseph, décédé à 25 ans. Son seul frère survivant, Jonathan, marchand de Throgmorton Street et partenaire dans Gurnell, Hoare & Co, construisit Paradise House (maintenant appelée Clissold House), une maison de maître qui est devenue Clissold Park, dans Paradise Row, et qui est ouverte au public. L'une de leurs sœurs épouse Thomas Bradshaw, fabricant de linge en Irlande. Une autre, Marie, épouse l'abolitionniste Joseph Woods, fils du célèbre botaniste et architecte Joseph Woods. La plus jeune sœur, Grizell (1757-1835), épouse tardivement Wilson Birkbeck en 1801, après s'être longtemps consacrée à son père ; devenue par la suite une riche veuve, elle épouse à 72 ans William Allen (1770-1843), lui-même presque sexagénaire, qui est lui aussi quaker et abolitionniste, ce qui leur vaut la notoriété, grâce aux caricatures satiriques publiées à l'occasion de leur mariage. Ils fondent ensemble l'Académie pour filles de Newington en 1824.

## Biographie

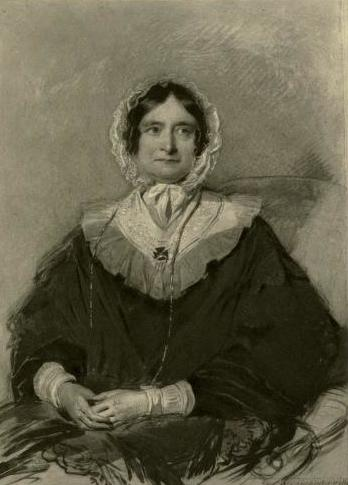
Sarah Hoare en 1840, qui a écrit la biographie de son père

Samuel Jr est envoyé à l'école quand il a cinq ans, le retour à la maison qu'une fois par an. L'école est à Penketh, entre Warrington et Widnes sur l'Irwell, et est exécuté par Gilbert Thompson. Dans son milieu de l'adolescence, il devient apprenti Henry Gurney à Norwich, un fabricant de laine. Il a un certain lien avec le freshfield et a de la famille là-bas; James William freshfield vit dans Fleetwood Maison à Stoke Newington, Rue de l'Église. Il suit plusieurs branches de la Hoare de la famille avec une carrière dans la banque.
Il épouse Sarah (1757-1783), fille aînée de Samuel Gurney (1723-1770) de la famille Gurney, et 90 des amis et des parents sont témoin de leur mariage. Ils vivent d'abord dans Old Broad Street. Ils ont plusieurs enfants : Sarah Hoare (b. 1777), Hannah (b. 1779), et Grizell (connu sous le nom de Sophia ou Sophy) (b. 1781). 
Hannah meurt dix jours plus tard, et est enterrée à Winchmore Hill. Le veuf déménage sa famille de retour à Stoke Newington, dans la même rue que son père, ainsi que ses sœurs, en particulier Grizell, pourrait aider à élever les enfants.

## Œuvre
Son intérêt principal est l'abolition de la traite négrière et de l'établissement d'écoles du dimanche dans toute l'Angleterre. Il est également impliqué dans un plan visant à établir une colonie noire libre en Sierra Leone. Beaucoup de ses voisins sont des abolitionnistes.  
En 1772, il devient un associé junior dans la banque de Lombard street Bland et Barnett, qui est alors devenue Barnett, Hoare & Co. La banque avait pour emblème un cheval noir. Plusieurs fusions ont lieu par la suite pour former d'abord Barnetts, Hoares, Hanbury & Lloyd, puis, en 1884, Lloyds Banking Company, qui reprend Barnetts, Hoares, Hanbury & Lloyd et a ainsi pris pied à Londres et acquis l'emblème du cheval noir qui continue à être utilisé comme logo par Lloyds TSB.

## Famille et relations
En 1788, Samuel Hoare Jr épouse la fille de Henry et Mary Sterry, âgée de dix-neuf ans, de Bush Hill, Enfield et Hatton Garden. La famille passe ses vacances à Cromer et entretient les relations avec les proches de sa première femme. Plus tard, sa maladie le conduit à emmener la famille à Bath, où un médecin l'informe que la New River, si proche de Stoke Newington Church Street et de Clissold Park, pourrait nuire à sa santé. En 1790, ils déménagent dans des terres plus élevées, à Heath House, un manoir de premier plan à Hampstead.
En 1794, ils sont liés d'amitié avec Anna Laetitia Barbauld, et, par elle, avec Joseph Priestley. Ils ont connu Amelia Alderson, la future Madame Opie, Mary Knowles, l'intime de Samuel Johnson, et William Savory, pasteur à Philadelphie. À Bath, une année plus tard, il a conversé avec Hannah More.
En 1802, sa fille Hannah épouse Thomas Marlborough Pryor. Son fils Samuel (1783-1847) apprend les affaires bancaires à Lombard Street à partir de 1803 et, en 1806, il épouse Louisa Gurney (1784-1836) d'Earlham Hall près de Norwich. Cela lie la famille à la banque Gurney, et également aux frères et sœurs de Louisa Elizabeth Fry, réformatrice des prisons, Joseph John Gurney et Samuel Gurney, philanthropes, et Daniel Gurney, banquier et antiquaire. Samuel Hoare soutient fortement le mariage de sa fille Sarah : « Je ne connais aucun événement qui ait davantage plu à mon père que les fiançailles de son fils avec la fille de son vieil ami. Persuadé qu'elle rendrait mon frère heureux, il était content d'être, comme ma mère, une Norfolk, et il s'intéressait beaucoup à leur procurer une maison à Hampstead, afin qu'ils puissent s'établir auprès de lui ».
Parmi ses descendants, on compte sir Samuel Hoare, député conservateur (1841-1915) et son fils le vicomte Templewood (1880-1959), également homme politique conservateur et plusieurs fois ministre. L'archéologue Francis Pryor est 4 fois son arrière-petit-fils.